# Love Story (1970)
Love Story (bra: Love Story - Uma História de Amor; prt: Love Story - História de Amor) é um filme estadunidense de 1970, dos gêneros romance e drama, dirigido por Arthur Hiller e estrelado por Ali MacGraw e Ryan O'Neal.
O filme, produzido por Howard G. Minsky, conta com roteiro de Erich Segal, baseado em seu conto homónimo, e coestrelado por John Marley, Ray Milland e Tommy Lee Jones em sua estreia no cinema em um papel menor.
O filme é considerado um dos mais românticos pelo American Film Institute (#9 na lista), e um dos filmes de maior bilheteria de todos os tempos. Foi seguido de uma sequência, Oliver's Story (1978), estrelada por O'Neal com Candice Bergen.

## Sinopse
Um jovem de família muito rica e estudante de Direito conhece e se apaixona por uma estudante de música, e acabam se casando. Porém, o pai do rapaz não aceita a nora, por ela ser uma moça de família humilde, e acaba deserdando o filho. Algum tempo depois, a moça tenta engravidar e não consegue; vai então fazer exames e descobre que está gravemente doente.

## Elenco
- Ali MacGraw … Jennifer Cavalleri
- Ryan O'Neal … Oliver Barrett IV
- John Marley … Phil Cavalleri
- Ray Milland … Oliver Barrett III
- Russell Nype … Dean Thompson
- Katharine Balfour … Sr.ª Barrett
- Sydney Walker … Dr. Shapely
- Robert Modica … Dr. Addison
- Walker Daniels … Ray Stratton
- Tommy Lee Jones … Hank Simpson
- John Merensky … Steve
- Andrew Duncan … Rev. Blauvelt

## Trilha sonora
A trilha sonora do filme foi lançada separadamente como um álbum, e distribuída pela Quality Records.
Todas as faixas escritas por Francis Lai, exceto onde indicado.
| N.º            | Título                                                        | Duração |  |
| 1.             | "Theme from Love Story"                                       | 3:20    |  |
| 2.             | "Snow Frolic"                                                 | 2:58    |  |
| 3.             | "Sonata in F Major (Allegro)" (Wolfgang Amadeus Mozart)       | 2:17    |  |
| 4.             | "I Love You, Phil"                                            | 2:04    |  |
| 5.             | "The Christmas Trees"                                         | 2:48    |  |
| 6.             | "Search for Jenny" (Theme From Love Story)                    | 3:04    |  |
| 7.             | "Bozo Barrett" (Theme From Love Story)                        | 2:43    |  |
| 8.             | "Skating In Central Park" (John Lewis)                        | 3:04    |  |
| 9.             | "The Long Walk Home"                                          | 1:30    |  |
| 10.            | "Concerto No. 3 in D Major (Allegro)" (Johann Sebastian Bach) | 2:35    |  |
| 11.            | "Theme from Love Story" (Finale)                              | 3:52    |  |
| Duração total: | Duração total:                                                | 30:15   |  |

## Prêmios e honras

### Prêmios e indicações
| Data da cerimônia      | Premiação     | Categoria                                                      | Indicado(s)                                  | Resultado |
| ---------------------- | ------------- | -------------------------------------------------------------- | -------------------------------------------- | --------- |
| 5 de fevereiro de 1971 | Globo de Ouro | Melhor Roteiro                                                 | Erich Segal                                  | Venceu    |
| 5 de fevereiro de 1971 | Globo de Ouro | Melhor Filme - Drama                                           | Love Story                                   | Venceu    |
| 5 de fevereiro de 1971 | Globo de Ouro | Melhor Ator em Filme Dramático                                 | Ryan O'Neal                                  | Indicado  |
| 5 de fevereiro de 1971 | Globo de Ouro | Melhor Atriz em Filme Dramático                                | Ali MacGraw                                  | Venceu    |
| 5 de fevereiro de 1971 | Globo de Ouro | Melhor Diretor                                                 | Arthur Hiller                                | Venceu    |
| 5 de fevereiro de 1971 | Globo de Ouro | Melhor Ator Coadjuvante - Filme                                | John Marley                                  | Indicado  |
| 5 de fevereiro de 1971 | Globo de Ouro | Melhor Trilha Sonora                                           | Francis Lai                                  | Venceu    |
| 15 de abril de 1971    | Oscar         | Melhor Filme                                                   | Love Story                                   | Indicado  |
| 15 de abril de 1971    | Oscar         | Melhor Diretor                                                 | Arthur Hiller                                | Indicado  |
| 15 de abril de 1971    | Oscar         | Melhor Ator                                                    | Ryan O'Neal                                  | Indicado  |
| 15 de abril de 1971    | Oscar         | Melhor Atriz                                                   | Ali MacGraw                                  | Indicado  |
| 15 de abril de 1971    | Oscar         | Melhor Ator Coadjuvante                                        | John Marley                                  | Indicado  |
| 15 de abril de 1971    | Oscar         | Melhor Roteiro Original                                        | Erich Segal                                  | Indicado  |
| 15 de abril de 1971    | Oscar         | Melhor Trilha Sonora]]                                         | Francis Lai                                  | Venceu    |
| 29 de junho de 1971    | Prêmio David  | Melhor Ator Estrangeiro                                        | Ryan O'Neal                                  | Venceu    |
| 14 de março de 1972    | Grammy Award  | Melhor Composição Instrumental                                 | Tema de Love Story (compositor: Francis Lai) | Indicado  |
| 14 de março de 1972    | Grammy Award  | Melhor Trilha Original Escrita para um Filme ou Especial de TV | Love Story (compositor: Francis Lai)         | Indicado  |
| 14 de março de 1972    | Grammy Award  | Melhor Performance Pop instrumental                            | Tema de Love Story (artista: Henry Mancini)  | Indicado  |

### Reconhecimento posterior
American Film Institute
| Ano  | Categoria                               | Indicado                                                                           | Posição |
| ---- | --------------------------------------- | ---------------------------------------------------------------------------------- | ------- |
| 1998 | 100 Anos… 100 Filmes                    | Love Story                                                                         | -       |
| 2002 | 100 Anos… 100 Paixões                   | Ali MacGraw e Ryan O'Neal                                                          | 9       |
| 2005 | 100 Anos… 100 Falas                     | "Love means never having to say you're sorry" ("Amar é nunca ter de pedir perdão") | 13      |
| 2007 | 100 Anos… 100 Filmes (10.º Aniversário) | Love Story                                                                         | -       |